# Snagov (jezioro)
Snagov – jezioro na Nizinie Wołoskiej w południowej Rumunii, leżące 23-30 km na pn. od Bukaresztu. Największe naturalne jezioro Rumunii, ośrodek sportów wodnych, w jego otoczeniu ulubione tereny wypoczynkowe mieszkańców rumuńskiej stolicy.
Leży w zlewni rzeki Jałomicy i wchodzi w skład jej systemu hydrologicznego. Podobnie jak inne sąsiednie, mniejsze jeziora, powstało przez odcięcie jednego ze starorzeczy tej rzeki. Rozciągnięte na długości ok. 16 km w osi pn.-wsch. - pd.-zach. jest wąskie (maksymalna szerokość ok. 600 m), kręte i posiada wiele bocznych, równie wąskich i krętych odnóg. Jest dość płytkie, jego średnia głębokość wynosi ok. 5 m. Brzegi niskie, obecnie w większości zabudowane prywatnymi rezydencjami, hotelami i pensjonatami. Jedynie pn.-zach. brzegi w środkowej części długości jeziora porasta las, objęty ochroną jako rezerwat przyrody Las Snagov (rum. Aria Naturală Protejată Pădurea Snagov). Ok. 150 ha przyległego obszaru jeziora jest chronione jako rezerwat przyrody Jezioro Snagov (rum. Aria Naturală Protejată Lacul Snagov).
Toń wodna przy brzegach częściowo zarośnięta rozległymi płatami roślin pływających.
W pn. części jeziora wyspa Snagov z równoimiennym klasztorem.